# Гетьманська вулиця (Мелітополь)
Гетьма́нська вулиця — вулиця в місті Мелітополь. Складається із трьох непов'язаних між собою ділянок, що лежать на одній прямій. На ділянці від вулиці Олександра Невського до вулиці Героїв України Гетьманською вулицею проходить автошлях М14 Одеса — Мелітополь — Новоазовськ.

## Історія
Початок вулиці входив у дореволюційний Мелітополь і називався Бульварною вулицею. Перша відома згадка датується 1890 роком. Після смерті голови Мелітопольської повітової земської управи Н. В. Гофмана міська дума 24 листопада 1892 р. перейменувала Бульварну вулицю на Гофманівську. Відомостей про відміну цього рішення не виявлено, але в силу воно так і не набуло чинності, і в наступних документах вулиця продовжувала іменуватися Бульварною. 25 жовтня 1921 року вона була перейменована на вулицю Леніна. В. І. Ленін на той момент був ще живий, і помер лише через 2 роки, 21 січня 1924 року.
Кінець нинішньої Гетьманської вулиці входив у село Новий Мелітополь, до якого на той час належала територія між проспектом Богдана Хмельницького та залізницею.
У 1924 та 1928 роках вулиця згадувалася як Центральна вулиця (або Центральна Новий Мелітополь), а в червні–вересні 1925 року як вулиця Червона Зірка.
17 червня 1929 року вулиця Леніна, вулиця Балобанова та Центральна вулиця були об'єднані, і так була створена вулиця Леніна (Гетьманська) з її сучасною протяжністю. Пізніше у двох місцях вулицю було перервано: створення площі Перемоги перегородило вулицю Леніна на ділянці від вулиці Чернишевського до вулиці Бейбулатова, а компресорний завод «Мелком» перервав вулицю на 60-метровій ділянці між вулицею Воїнів-Інтернаціоналістів та Університетським провулком.
18 серпня 1966 р. міськвиконком перейменував ділянку вулиці Леніна від початку до Староміської вулиці (ймовірно, до нинішнього перехрестя з вулицею Дмитра Донцова) на Старорічський провулок, але 15 вересня 1966 року скасував своє рішення про перейменування.
21 березня 2016 року розпорядженням № 115 голови Запорізької ОДА вулиця Леніна отримала нову назву - Гетьманська вулиця.
7 квітня 2023 року, під час Російського вторгнення в Україну, російська окупаційна влада Мелітополя видала наказ про повернення вулиці імені Леніна.

## Об'єкти
Вулиця починається глухим кутом неподалік Молочної річки, проходить між приватним сектором і підприємством «Рефма», і далі через історичний центр Мелітополя. Перетинається з вулицями Дмитра Донцова, Олександра Невського, Михайла Грушевського та Героїв України. На ділянці від вулиці Михайла Грушевського до вулиці Героїв України Гетьманська вулиця є бульваром, зі сквером посередині. Від перехрестя з вулицею Героїв України до вулиці Чернишевського Гетьманська вулиця пішохідна, а далі переходить у Паркову вулицю, що веде вгору сходами до площі Перемоги. На ділянці Гетьманської вулиці від початку до площі Перемоги розташовані трикотажна фабрика «Надія», міське управління МВС, школа № 25 з поглибленим вивченням іноземних мов, супермаркет «Фуршет» та Мелітопольський педагогічний університет .
Друга ділянка Гетьманської вулиці йде від вулиці Бейбулатова до вулиці Воїнів-Інтернаціоналістів, проходячи між житловим масивом та приватним сектором, і закінчується біля заводу «Мелком».
Третя ділянка вулиці йде від заводу "Мелком" до залізниці, проходячи між заводом та приватним сектором. Єдиний в'їзд на цю ділянку - Університетський провулок, що веде до Університетської вулиці.

## Цікаві факти
- У різний час ім'я Леніна носили щонайменше 5 вулиць та 13 провулків Мелітополя. Однією лише постановою 17 червня 1929 року шести провулкам Леніна були присвоєні нові назви, щоб уникнути плутанини[1].

|            |
| Школа № 25 |

|  |
|  |

|                              |
| Головний корпус університету |

|  |
|  |